# 韋執誼
韋執誼（765年—807年），字宗仁，京兆杜陵（今陕西省西安市）人。唐朝政治人物，曾為同中书门下平章事（宰相），參與永貞改革，失敗後，成為被流放的八司马之一。

## 簡介
韋執誼出自京兆韦氏龙门公房，少有才名，十六应进士举，十八岁于建中三年（782年）及进士第，貞元元年（785年）九月中贤良方正直言极谏第一人，十月授任右拾遺，年二十餘入为翰林學士。娶杜黄裳次女為妻。
贞元二十一年（805年），唐順宗即位。永贞元年（805年）二月辛亥，下诏任命吏部郎中韦执谊守尚书左丞、同中书门下平章事（宰相），任命王叔文為翰林學士，開始進行永貞改革。王叔文主張廢除宦官軍權，受到宦官俱文珍等人的抵制。韋執誼企圖施恩于岳父杜黃裳，封杜黃裳為太常卿，但杜黃裳並不領情。
同年八月，唐順宗被俱文珍發動的政變逼退，號稱太上皇；唐宪宗李純即位，史稱“永貞內禪”。十一月，宪宗下詔貶韋執誼為崖州（今海南省瓊山）司馬，再贬司户。元和三年（808年）以前病死于崖州，杜夫人歸其喪。

## 家庭

### 夫人
- 京兆杜氏，黄门侍郎杜黄裳之女

### 子女
- 韦曙，岭南節度使、龍門縣開國伯
- 韦昶，朝请大夫、守太子左庶子、上柱国
- 韦曈，郑州刺史
- 韦某
- 韦绚，朝散大夫、江陵少尹、上柱国
- 韦旭，字就之，